# محمد بن موسى بن طلحة
محمد بن موسى بن طلحة بن عبيد الله التيمي القرشي. قائد عربي في العهد الأموي. ولاّه عبد الملك بن مروان على سجستان، وكتب إلى الحجاج بن يوسف الثقفي، والي العراق، ليجهزه، وبينما هو يتجهز في الكوفة حدثت ثورة شبيب الخارجي سنة 76 هـ (حوالي 695م)، فأرسله الحجاج ليتولى قتاله على أن يمضي لعمله بعد ذلك، فاشتبك في معركة كبيرة هُزم فيها أصحاب محمد بن موسى، لكنه صمد حتى قتله أصحاب شبيب.